# Près de ma rivière
Chansons représentant la Belgique au Concours Eurovision de la chanson
Waarom?
(1963) Als het weer lente is
(1965)
Près de ma rivière est une chanson écrite, composée et interprétée par le chanteur belge Robert Cogoi pour représenter la Belgique au Concours Eurovision de la chanson 1964 qui se déroulait à Copenhague, au Danemark.

## À l'Eurovision
Elle est intégralement interprétée en français, une des langues nationales du pays, comme le veut la coutume avant 1966.
Il s'agit de la quinzième chanson interprétée lors de la soirée, après Anita Traversi qui représentait la Suisse avec I miei pensieri et avant Tim, Nelly & Tony qui représentaient l'Espagne avec Caracola. À l'issue du vote, elle a obtenu 2 points, se classant 10e sur 16 chansons,.
Cogoi a également enregistré la chanson en allemand sous le titre de Weit, da wo der Strom beginnt (« Loin de l'endroit où commence le courant »), en anglais sous le titre de My River of Memories (« Ma rivière de mémoires ») en italien sous le titre de Sulla mia riviera (« Sur ma riviera »). La version en anglais n'a cependant pas été sortie pendant presque 30 ans après le concours.

## Classements

### Classements hebdomadaires
| Classement (1964)                       | Meilleure position |
| --------------------------------------- | ------------------ |
| Belgique (Flandre Ultratop 50 Singles)  | 6                  |
| Belgique (Wallonie Ultratop 50 Singles) | 2                  |